# Мелк
Мелк (на немски: Melk) е град в австрийската провинция Долна Австрия, разположен на река Дунав. Мелк е западната врата на областта Вахау, включена Списъка на световното културно и природно наследство на ЮНЕСКО.

## История
За пръв път Мелк се споменава в историческите източници през 831 г. под името Медилик. През 976 г. маркграф Леополд I избира за своя резиденция крепостта в Мелк. През 1089 г. маркграф Леополд II предоставя крепостта в Мелк на монаси на Бенедиктинския орден от Ламбах. Оттогава в абатство Мелк живеят монаси. През XII век в манастира са основани училище и библиотека, в която и до днес се пазят безценни средновековни ръкописи.
През 1227 г. Мелк придобива право да води самостоятелна търговия. Мелк става и център на т.нар. Мелкска манастирска реформа през XV век, прокламираща връщане към старите идеали и правила на Свети Бенедикт.
През 1898 г. Мелк официално става град.

## Забележителности
Най-голямата забележителност на града е величественото, построено в стил барок абатство Мелк. Други градски забележителности са градската църква, сградата на старата поща, както и множество музеи.
От 1451 г. ежегодно на 13 октомври се отбелязва денят на Свети Коломан, който е обявен за покровител на града. През юли и август в града се провеждат мелкски летни игри на Дунавската област.

## Личности
- Максимилиан Щадлер, (1748 – 1833), композитор